# Alt Madlitz
Alt Madlitz (letteralmente: «Madlitz vecchia», in contrapposizione alla vicina Neu Madlitz, «Madlitz nuova») è una frazione del comune tedesco di Briesen (Mark).

## Storia
Il 31 dicembre 2001 il comune di Alt Madlitz venne fuso con il comune di Wilmersdorf, formando il comune di Madlitz-Wilmersdorf.
Il comune di Madlitz-Wilmersdorf venne a sua volta soppresso il 1º gennaio 2014 e il suo territorio aggregato al comune di Briesen (Mark).